# Héctor Valenzuela
Héctor Manuel Valenzuela Rivera (ur. 27 lutego 1978 w Guadalajarze) – meksykański piłkarz występujący na pozycji pomocnika.

## Kariera klubowa
Valenzuela pochodzi z miasta Guadalajara i jest wychowankiem tamtejszego zespołu piłkarskiego Chivas de Guadalajara. W meksykańskiej Primera División zadebiutował 14 stycznia 2001 w przegranych 2:3 derbach miasta z Atlasem. Nie potrafiąc wywalczyć sobie miejsca w wyjściowym składzie występował głównie w drugoligowych rezerwach Chivas – CD Tapatío. Latem 2003 zasilił nowo powstałą drużynę Dorados de Sinaloa, z którą po roku wywalczył historyczny awans do najwyższej klasy rozgrywkowej. Sam pozostał jednak w drugiej lidze, gdzie bez większych sukcesów reprezentował barwy Alacranes de Durango, Lagartos de Tabasco i Club Celaya. Profesjonalną karierę piłkarską zakończył w wieku 29 lat.

## Kariera reprezentacyjna
W 1997 roku Valenzuela został powołany przez szkoleniowca José Luisa Reala do reprezentacji Meksyku U-20 na Młodzieżowe Mistrzostwa Świata w Malezji. Nie wystąpił wówczas w żadnym z czterech spotkań, natomiast jego drużyna zdołała dotrzeć do 1/8 finału.